# Geschlinge

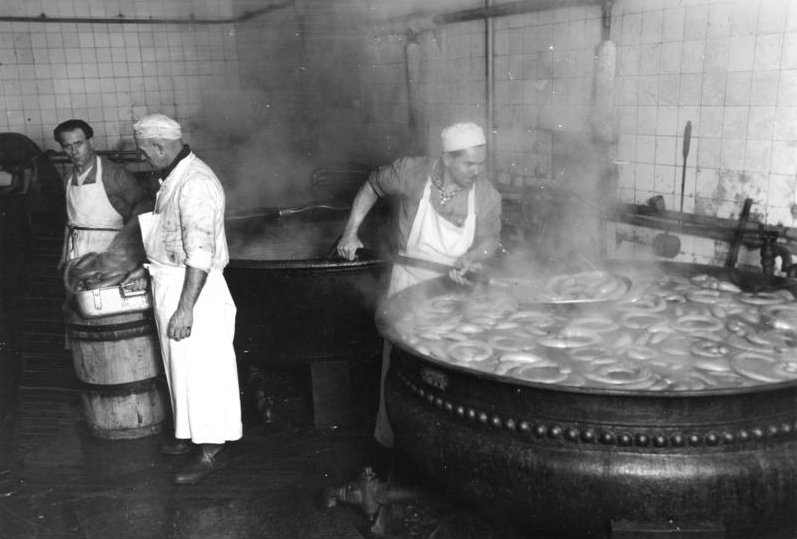
Kochen von Leberwurst

Als Geschlinge  bezeichnet man verschiedene Teile von Tieren. Andere Bezeichnungen sind Gericke, Graib, Gehänge, Gehenk, Gelünge, Gelinge, Gwaid und Gräusch.
Im 15. Jahrhundert ist der Begriff im regionalen Wortschatz nachweisbar. Damit wurde Lunge, Herz und Gurgel von Schlachttieren bezeichnet. Es bildet offenbar ein Kollektivum zu Schlung, einer Nebenform von Schlund. In der Deutschen Sprache versteht man gemäß Duden darunter Lunge, Herz und Leber bei Schlachttieren.
In der Fleischwirtschaft Österreichs gehört das Geschlinge zu den Innereien und umfasst diese außer dem Hirn, wenn die Organe nicht getrennt werden. Beim Hausschwein gehört neben der Zunge, auch Magen, Milz, Niere und Schweinenetz dazu. Beim Kalb das Bries. Zum Geschlinge des Lamms zählt man Zunge, Herz, Niere und Leber.
Die Bezeichnung für den Darm kann eine falsche Übertragung oder Erweiterung der ursprünglichen Bedeutung für „Eingeweide ohne Magen und Darm“ sein.
Als Untersuchungsgut nach der Schlachtung und Schlachtnebenprodukt wird veterinärmedizinisch ebenso zum Geschlinge gezählt: Zunge, Kehlkopf, Speiseröhre, Luftröhre, Bronchien, Lunge und Lungenfell, Lymphknoten, Herz und Herzbeutel.
In der Jägersprache wird mit Geschlinge bzw. Gescheide der Magen und das Gedärm von Wild bezeichnet. Ebenso wird es als Entsprechung zum „Kleinen Gescheide“ für das Gedärm mit Harn- und Geschlechtsorganen verwendet.